# 少林門
《少林门》（英語：Hand of Death），是1976年7月15日在英属香港上映的古裝动作片。

## 剧情
明朝和清朝在战争中，少林寺曾经出手援助明朝政府，清兵入关后，统治者便迫不及待地准备一举消灭少林寺和其他地方武装势力，以防止汉族叛乱。
石少锋（田俊飾）出自少林寺，却是少林寺的一个叛徒，他贪图荣华富贵，带领清兵打进少林寺，少林寺被兵火焚毁，使得少林弟子也流散各地。石少峰训练了8个虎将保护其人身安全，而且练成了白鹤追魂拳。
云飞（谭道良飾）是少林寺大智禅师的弟子，他通过了少林阵的考验，奉师命出寺辅佐反清复明的义士。
石少峰藏身于白石镇，等待反清斗士张义，并且设计等待少林弟子和反清复明的义士前来搭救。
云飞在路上遇到了砍柴的谭風（陳元龍飾），谭風帮助他混入白石镇。
石少峰抓住反清领袖邱国，准备将其处斩，以引来反清人士，布下天罗地网将他们一网打尽。反清人士救走了邱国，而云飞也结识武林高手江南浪子。
江南浪子原本浪跡江湖，经常出入青樓，爱慕青樓女子秋月，但秋月卻被石少峰所杀。
云飞计谋假扮前去投靠石少峰的人而接近石少峰，不料被石少峰看出，并遭其所擒，幸得谭風將他救出。而谭風的哥哥譚雄，也是被石少峰所杀死。他俩找到了江南浪子和其他义士，联合起来诛杀石少峰和他的鹰犬。

## 演员
- 谭道良 飾演 云飞，少林弟子。
- 田俊 飾演 石少峰，少林叛徒，自创白鹤追魂拳。
- 洪金宝 飾演 杜青，石少峰的鹰犬，精通虎鹤双形拳，自创大鹰螳手门。
- 陳元龍 飾演 谭風，反清義士譚雄的胞弟，為刺殺石少峰，三年來一直喬裝樵夫，刺探統領府的底細。
- 吳宇森 飾演 張義